# Paddy Murphy (judoka)
Paddy Murphy, właśc. Patrick Murphy (ur. 9 stycznia 1944) – irlandzki judoka. Olimpijczyk z Monachium 1972, gdzie zajął dziewiętnaste miejsce w wadze półciężkiej.
Uczestnik mistrzostw Europy w 1979 roku.

## Letnie Igrzyska Olimpijskie 1972
| Konkurencja | Eliminacje                | Klas. końcowa |
| Konkurencja | Przeciwnik I              | Miejsce       |
| ----------- | ------------------------- | ------------- |
| 93 kg       | Włodzimierz Lewin (POL) P | 19.           |